# Волоочко рудоброве
Волоочко рудоброве (Troglodytes rufociliatus) — вид горобцеподібних птахів родини воловоочкових (Troglodytidae). Поширений у Центральній Америці.

## Поширення
Вид поширений на півдні Мексики, у Гватемалі, Сальвадорі, Гондурасі та на півночі Нікарагуа. Його природним середовищем існування є вологі тропічні гірські ліси.

## Опис
Дрібний птах, завдовжки від 10 до 11,5 см і вагою 11 г. Дорослі особини обох статей номінального підвиду мають темно-коричневе тім'я, спину та круп і світло-коричневий хвіст. Їхня спина і хвіст мають темні смуги. Птах має блідо-червоний верх голови і темніші коричневі щоки. Їхнє підборіддя рудувате, горло та груди жовтувато-коричневі, а з боків темніші. Нижня частина живота та підхвістя смугасті.

## Підвиди
- Troglodytes rufociliatus chiapensis Brodkorb, 1943[3] поширений в Чіапас на півдні Мексики.
- Troglodytes rufociliatus rehni Stone, 1932[4] зустрічається від Гондурасу до північно-західної Нікарагуа.
- Troglodytes rufociliatus rufociliatus Sharpe, 1882[5] поширений у південно-центральній Гватемалі та північному Сальвадорі.
- Troglodytes rufociliatus nannoides Dickey & van Rossem, 1929[6] зустрічається на південному заході Сальвадору.